# Дракула против Франкенштейна (фильм, 1972)
«Дракула против Франкенштейна» (исп. Drácula contra Frankenstein, в США фильм вышел под названием «Дракула, узник Франкенштейна» англ. Dracula, Prisoner of Frankenstein) — малобюджетный фильм ужасов 1972 года режиссёра Хесуса Франко, который также является соавтором сценария. Главные роли исполнили Деннис Прайс, Говард Вернон и Пака Габальдон. Фильм был снят совместно испано-франко-лихтенштейнско-португальским кинопроизводством. Является вторым фильм Франко, в котором фигурировал Дракула, ему предшествовал  фильм 1970 года «Граф Дракула» с Кристофером Ли в главной роли.

## Сюжет
Доктору Сьюарду наконец-то удается добраться до графа Дракулы в его замке. В напряженном противостоянии ему удается вогнать кол в его сердце, что убивает вампира. Но доктор Франкенштейн в сопровождении своего глухонемого слуги Морфо и монстра, привезенного в огромном ящике, вскоре находит мертвого графа. Цель доктора - оживить Дракулу, чтобы создать армию тьмы и поработить человечество.
С помощью крови певицы кабаре, ранее похищенной монстром Франкенштейна, им удается воскресить вампира. Вскоре к ним присоединяется юная девушка-вампирша, и они начинают терроризировать город. Доктор Сьюард, узнав об их деятельности, в очередной раз решает положить им конец. К сожалению, на него нападает монстр Франкенштейна, который, оставив его умирать, бросает на дороге. Сьюарда спасает цыганка Амира, которая помогает ему оправиться от ран.
Наступила ночь схватки. С полнолунием приходит и оборотень, который, объединившись со Сьюардом, столкнулся с Франкенштейном и Дракулой.

## В ролях
| Актёр                                             | Роль                   |
| ------------------------------------------------- | ---------------------- |
| Деннис Прайс                                      | доктор Франкенштейн    |
| Говард Вернон                                     | Дракула                |
| Пака Габальдон                                    | Мария                  |
| Альберто Дальбес                                  | доктор Джонатан Сьюард |
| Кармен Язалде (в титрах указана как Бритт Николс) | вампирша               |
| Женевьева Роберт                                  | Амира                  |
| Анн Либер                                         | первая жертва Дракулы  |
| Луис Барбо                                        | Морфо                  |
| Фернандо Бильбао                                  | монстр Франкенштейна   |

## Производство
Вдохновленный персонажами, созданными Мэри Шелли и Брэмом Стокером, фильм «Дракула против Франкенштейна» отличается скудным сценарием, по словам самого Франко, сценарий этого фильма не превышает двух страниц. При небольшом бюджете, снятый в формате испано-французской компании совместного производства, фильм включает в себя локации, снятые в Аликанте и Мурсии (Испания), Лиссабоне, Синтре и Эшториле (Португалия) и Париже (Франция).
Музыка Бруно Николаи не была написана специально для этого фильма, а скомпилирована из его композиций к другим фильмам, таким как «Жюстина, или Несчастья добродетели» (1969) и «Граф Дракула» (1970).

## Критика
В целом фильм получил негативные отзывы критиков. Род Тэлбот с сайта ScreamHorrorMag написал, что просмотр фильма даётся с трудом: «бесцельные сцены тянутся, кажется, целую вечность, а актёры копошатся в кадре, как сомнамбулы». Тэлбот также отметил, что в фильме очень мало диалогов, на весь фильм их наберется всего примерно на пять минут. Сложно понять мотивацию героев, да и даже время в котором происходит действие фильма, Франкенштейн и Дракула «разъезжают на современном катафалке, в то время как все остальные обходятся лошадьми и телегами». Но в целом критик склоняется к тому, что фильм имеет свою уникальную самобытность и даже называет картину «шедевром трэш-арта». Дэвид Мехия в своей рецензии на фильм ругает неуклюжие эффекты, стереотипных героей с легкомысленными характерами, но называет фильм «продуктом» сделанным Франко, говоря, что это кино категории «B», «осознанное и гордое этим».